# Raquel Cândido
Raquel Cândido e Silva (Guajará-Mirim, 17 de junho de 1951) é uma comerciária, taxista, funcionária pública, técnica em saúde e política brasileira que foi deputada federal por Rondônia.

## Dados biográficos
Filha de Antônio Alípio e Silva e de Eva Cândido e Silva. Em 1972 entrou na Pontifícia Universidade Católica de São Paulo e mesmo sem concluir o curso de Filosofia criou vínculos com o movimento estudantil e o movimento sindical até voltar a Rondônia, onde foi comerciária, taxista e ainda funcionária pública do governo de Rondônia. e da Eletronorte.
Antes filiada ao MDB foi para o PMDB com a volta ao pluripartidarismo no governo João Figueiredo e foi eleita vereadora de Porto Velho em 1982 migrando para o PFL após a Nova República e foi eleita deputada federal em 1986 atuando na Assembleia Nacional Constituinte responsável pela Constituição de 1988. Por conta das eleições presidenciais de 1989 ingressou no PDT em apoio a Leonel Brizola sendo reeleita em 1990, contudo trocou sua filiação partidária para o PRN logo a seguir. Durante seu segundo mandato foi agredida a socos pelo deputado Nobel Moura no plenário da Câmara dos Deputados em 28 de maio de 1991, após acusá-lo de narcotráfico e lenocínio.
Em 29 de setembro de 1992 votou pela abertura do processo de impeachment do presidente Fernando Collor e após ser acusada de envolvimento na Máfia do Orçamento foi cassada em 19 de abril de 1994, quando estava no PTB sob a acusação de desviar dinheiro público para o Instituto de Desenvolvimento Político e Social Eva Cândido.